# Asztúria hercegnője díj
Az Asztúria hercegnője díj (spanyolul: Premios Princesa de Asturias) az Asztúria Hercegnője Alapítvány (korábban Asztúria Hercege Alapítvány) által Spanyolországban évente odaítélt díj, amelyet a világ minden tájáról származó, a tudományok, a humán tárgyak, a közügyek és a sport terén figyelemre méltó eredményeket elért személyeknek, testületeknek vagy szervezeteknek ítélnek oda. Gyakran a spanyol Nobel-díjként emlegetik.
A díjakat minden év októberében ünnepélyes ceremónián adják át az Asztúriai Hercegség fővárosában, Oviedóban, a Teatro Campoamorban. Minden kategóriához 50 000 euró pénzjutalom tartozik, azonban ez az összeg megoszlik, ha a kategóriának több nyertese van. Ezen felül minden díjazottnak átadják a Joan Miró katalán művész által tervezett szobrot. 

## Története

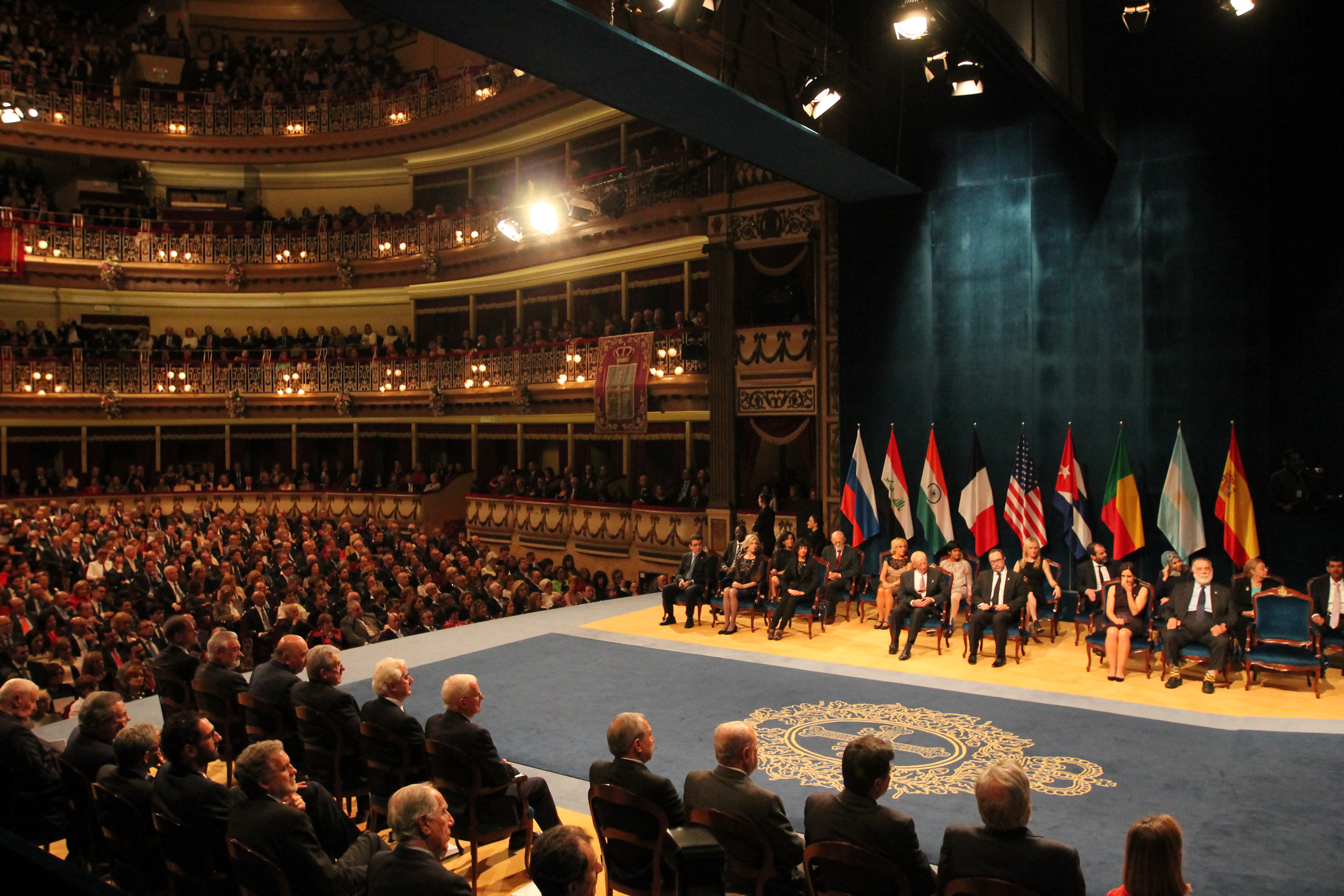
Az Asztúria hercegnője díjátadó ünnepség az oviedói Teatro Campoamorban (2015)

Az Asztúria hercege díjakat 1980. szeptember 24-én alapították az Asztúria Hercege Alapítvány létrehozásával, egy ünnepségen, amelyen Fülöp, Asztúria hercege, Spanyolország akkori trónörököse elnökölt, „a hercegség és Asztúria hercege közötti kapcsolatok megszilárdítása, valamint az emberiség egyetemes örökségének részét képező tudományos, kulturális és humanista értékekhez való hozzájárulás, azok ösztönzése és népszerűsítése céljából”.
Miután a herceget 2014. június 19-én spanyol királlyá koronázták, bejelentették, hogy 2015-től az alapítványt és a díjakat Asztúria hercegnőjére nevezik át, hogy igazodjanak a spanyol trón új várományosához, Leonórához. 2023. október 31-ig, amíg a hercegnő tizennyolc éves nem lesz, Fülöp király elnököl a díjátadó ünnepségen. Leonóra hercegnő először 2019. október 18-án vett részt az ünnepségen, amelyen átadta a díjakat a nyerteseknek, és elmondta élete első beszédét a korona örököseként. Édesapja ugyanezt tette 1981. október 31-én, akkor még hercegként, az első díjátadó ünnepségen.
Ha egy díjazott nem jelenik meg az ünnepségen, hogy átvegye a díjat, nem kapja meg sem a szobrot, sem a pénzjutalmat, még akkor sem, ha a távolmaradás vis maior miatt történt. A díj történetében csak néhány díjazott nem vett részt a ceremónián, köztük Bob Dylan, aki 2007-ben nem volt hajlandó elmenni Oviedóba, illetve Philip Roth író 2012-ben egészségügyi okokra hivatkozva, valamint Pau és Marc Gasol 2015-ben, akiknek az NBA-csapatuk nem engedélyezte a részvételt.
A különböző zsűrik (díjanként egy-egy zsűri) tanácskozásai májusban kezdődnek és szeptemberig tartanak, amikor a sportdíj nyerteséről szóló döntés születik. A zsűri két napon át tanácskozik az asztúriai főváros központjában található Hotel Reconquista szállodában. A tanácskozás második napján a zsűri elnöke közzéteszi a díjat odaítélő határozatot.
A díjat odaítélő alapítvány 2005-ben ünnepelte megalakulásának 25. évfordulóját. Erre az alkalomra az egyik korábbi díjazott, Oscar Niemeyer brazil építész elkészítette az asztúriai Avilés kulturális központjának tervét. A nagyszabású projekt kivitelezése még ugyanabban az évben megkezdődött. Az Oscar Niemeyer Kulturális Központ hivatalos megnyitójára 2011. március 26-án került sor.

## Kategóriák és díjazottak

### Művészet
- 1981: Jesús López Cobos
- 1982: Pablo Serrano
- 1983: Eusebio Sempere
- 1984: Orfeón Donostierra
- 1985: Antonio López García
- 1986: Luis García Berlanga
- 1987: Eduardo Chillida
- 1988: Jorge Oteiza
- 1989: Oscar Niemeyer
- 1990: Antoni Tàpies
- 1991: Alfredo Kraus, José Carreras, Teresa Berganza, Pilar Lorengar, Plácido Domingo, Montserrat Caballé és Victoria de los Ángeles
- 1992: Roberto Matta
- 1993: Francisco Javier Sáenz de Oiza
- 1994: Alicia de Larrocha(wd)
- 1995: Fernando Fernán Gómez
- 1996: Joaquín Rodrigo
- 1997: Vittorio Gassman
- 1998: Sebastião Salgado
- 1999: Santiago Calatrava
- 2000: Barbara Hendricks
- 2001: Krzysztof Penderecki
- 2002: Woody Allen
- 2003: Miquel Barceló
- 2004: Paco de Lucía
- 2005: Maja Mihajlovna Pliszeckaja és Tamara Rojo
- 2006: Pedro Almodóvar
- 2007: Bob Dylan
- 2008: El Sistema
- 2009: Norman Foster
- 2010: Richard Serra
- 2011: Riccardo Muti
- 2012: Rafael Moneo
- 2013: Michael Haneke
- 2014: Frank Gehry
- 2015: Francis Ford Coppola
- 2016: Núria Espert
- 2017: William Kentridge
- 2018: Martin Scorsese
- 2019: Peter Brook
- 2020: Ennio Morricone és John Williams
- 2021: Marina Abramović

### Bölcsészettudomány és irodalom
- 1981: José Hierro
- 1982: Miguel Delibes és Gonzalo Torrente Ballester
- 1983: Juan Rulfo
- 1984: Pablo García Baena
- 1985: Ángel González
- 1986: Mario Vargas Llosa és Rafael Lapesa
- 1987: Camilo José Cela
- 1988: José Angel Valente és Carmen Martín Gaite
- 1989: Ricardo Gullón
- 1990: Arturo Uslar Pietri
- 1991: Puerto Rico népe
- 1992: Francisco Morales Nieva
- 1993: Claudio Rodríguez
- 1994: Carlos Fuentes
- 1995: Carlos Bousoño
- 1996: Francisco Umbral
- 1997: Álvaro Mutis
- 1998: Francisco Ayala
- 1999: Günter Grass
- 2000: Augusto Monterroso
- 2001: Doris Lessing
- 2002: Arthur Miller
- 2003: Fatima Mernissi és Susan Sontag
- 2004: Claudio Magris
- 2005: Nélida Piñón
- 2006: Paul Auster
- 2007: Ámosz Oz
- 2008: Margaret Atwood
- 2009: Ismail Kadare
- 2010: Amin Maalouf
- 2011: Leonard Cohen
- 2012: Philip Roth
- 2013: Antonio Muñoz Molina
- 2014: John Banville
- 2015: Leonardo Padura
- 2016: Richard Ford
- 2017: Adam Zagajewski
- 2018: Fred Vargas
- 2019: Siri Hustvedt
- 2020: Anne Carson
- 2021: Emmanuel Carrère

### Társadalomtudományok
- 1981: Román Perpiñá
- 1982: Antonio Domínguez Ortiz
- 1983: Julio Caro Baroja
- 1984: Eduardo García de Enterría
- 1985: Ramón Carande Thovar
- 1986: José Luis Pinillos
- 1987: Juan Linz
- 1988: Luis Díez del Corral és Luis Sánchez Agesta
- 1989: Enrique Fuentes Quintana
- 1990: Rodrigo Uría González
- 1991: Miguel Artola Gallego
- 1992: Juan Velarde Fuertes
- 1993: Silvio Zavala
- 1994: Aurelio Menéndez Menéndez
- 1995: Joaquim Veríssimio Serrão
- 1996: John Huxtable Elliott
- 1997: Martín de Riquer Morera
- 1998: Jacques Santer és Pierre Werner
- 1999: Raymond Carr
- 2000: Carlo Maria Martini
- 2001: El Colegio de México és Juan Iglesias Santos
- 2002: Anthony Giddens
- 2003: Jürgen Habermas
- 2004: Paul Krugman
- 2005: Giovanni Sartori
- 2006: Mary Robinson
- 2007: Ralf Dahrendorf
- 2008: Tzvetan Todorov
- 2009: David Attenborough
- 2010: Hsziani agyaghadsereg régészeti csapata
- 2011: Howard Gardner
- 2012: Martha C. Nussbaum
- 2013: Saskia Sassen
- 2014: Joseph Pérez
- 2015: Esther Duflo
- 2016: Mary Beard
- 2017: Karen Armstrong
- 2018: Michael J. Sandel
- 2019: Alejandro Portes
- 2020: Dani Rodrik
- 2021: Amartya Sen

### Kommunikáció és humán tudományok
- 1981: María Zambrano
- 1982: Mario Bunge
- 1983: El País (spanyol napilap)
- 1984: Claudio Sánchez Albornoz
- 1985: José Ferrater Mora
- 1986: O Globo (brazil magazin)
- 1987: El Espectador és El Tiempo (újságok)
- 1988: Horacio Sáenz Guerrero
- 1989: Economic Culture Fund és Pedro Laín Entralgo
- 1990: José Simeón Cañas Egyetem
- 1991: Luis María Anson
- 1992: Emilio García Gómez
- 1993: Octavio Paz Vuelta magazinja
- 1994: Spanyol missziók Ruandában és Burundiban
- 1995: José Luis López-Aranguren és az EFE hírügynökség
- 1996: Indro Montanelli és Julián Marías Aguilera
- 1997: CNN és Václav Havel
- 1998: Reinhard Mohn
- 1999: Instituto Caro y Cuervo
- 2000: Umberto Eco
- 2001: George Steiner
- 2002: Hans Magnus Enzensberger
- 2003: Ryszard Kapuściński és Gustavo Gutiérrez Merino
- 2004: Jean Daniel
- 2005: Alliance Française, British Council, Goethe Intézet, Cervantes Intézet, Instituto Camões és Società Dante Alighieri
- 2006: National Geographic Society
- 2007: A Science és Nature szakfolyóiratok
- 2008: Google
- 2009: Mexikói Autonóm Nemzeti Egyetem
- 2010: Zygmunt Bauman és Alain Touraine
- 2011: Royal Society
- 2012: Mijamoto Sigeru
- 2013: Annie Leibovitz
- 2014: Quino
- 2015: Emilio Lledó Íñigo
- 2016: James Nachtwey
- 2017: Les Luthiers
- 2018: Alma Guillermoprieto
- 2019: Prado
- 2020: Feria Internacional del Libro de Guadalajara és a Hay Festival of Literature & Arts
- 2021: Gloria Steinem

### Concord (békedíj)
- 1986: Vicaría de la Solidaridad (Chile)
- 1987: Villa El Salvador
- 1988: Természetvédelmi Világszövetség (IUCN) és a Természetvédelmi Világalap (WWF)
- 1989: Stephen Hawking
- 1990: Szefárd közösségek
- 1991: Medicus Mundi és az Orvosok Határok Nélkül
- 1992: American Foundation for AIDS Research (amfAR)
- 1993: Gesto por la Paz koordinátor Baszkföldön
- 1994: Save the Children, National Movement of Street Children és a Messengers of Peace
- 1995: Husszein jordán király
- 1996: Adolfo Suárez
- 1997: Yehudi Menuhin és Msztyiszlav Leopoldovics Rosztropovics
- 1998: Nicolás Castellanos, Vicente Ferrer Moncho, Joaquín Sanz Gadea és Muhámmad Iunúsz
- 1999: A spanyol Karitász
- 2000: A Spanyol Királyi Akadémia és az Asociación de Academias de la Lengua Española
- 2001: Bioszféra-rezervátum világméretű hálózata
- 2002: Daniel Barenboim és Edward Said
- 2003: Joanne Kathleen Rowling
- 2004: Szent Jakab-út
- 2005: Páli Szent Vince Szeretetszolgálat
- 2006: UNICEF
- 2007: A jeruzsálemi Jad Vasem Múzeum
- 2008: Íngrid Betancourt
- 2009: Berlin városa
- 2010: Manos Unidas, katolikus jótékonysági szervezet
- 2011: Fukusima hősei (a TEPCO alkalmazottai, a tűzoltók és a japán hadsereg)
- 2012: Élelmiszerbank (Spanyolország)
- 2013: ONCE (Organización Nacional de Ciegos Españoles)
- 2014: Caddy Adzuba
- 2015: Irgalmasok szerzetesrend
- 2016: SOS Gyermekfalvak
- 2017: Európai Unió
- 2018: Sylvia A. Earle
- 2019: Gdańsk városa
- 2020: Egészségügyi dolgozók a Covid19-pandémia idején Spanyolországban
- 2021: José Andrés és a World Central Kitchen

### Nemzetközi együttműködés
- 1981: José López Portillo
- 1982: Enrique V. Iglesias
- 1983: Belisario Betancur
- 1984: A Contadora csoport
- 1985: Raúl Alfonsín
- 1986: Salamanca és Coimbra egyetemei
- 1987: Javier Pérez de Cuéllar
- 1988: Óscar Arias Sánchez
- 1989: Jacques Delors és Mihail Szergejevics Gorbacsov
- 1990: Hans-Dietrich Genscher
- 1991: Az ENSZ Menekültügyi Főbiztosa (UNHCR, United Nations High Commissioner for Refugees)
- 1992: Nelson Mandela és Frederik Willem de Klerk
- 1993: az ENSZ kéksisakosai, akik Jugoszláviában állomásoztak
- 1994: Jasszer Arafat és Jichák Rabin
- 1995: Mário Soares
- 1996: Helmut Kohl
- 1997: Guatemala kormánya és a guatemalai Nemzeti Forradalmi Egység
- 1998: Fatiha Boudiaf, Olayinka Koso-Thomas, Graça Machel, Rigoberta Menchú, Fatana Ishaq Gailani, Emma Bonino és Somaly Mam
- 1999: Pedro Duque, John Glenn, Chiaki Mukai és Waleri Poljakow
- 2000: Fernando Henrique Cardoso
- 2001: A Nemzetközi Űrállomás ISS (International Space Station)
- 2002: Scientific Committee on Antarctic Research
- 2003: Luís Inácio Lula da Silva
- 2004: Az Európai Unió Erasmus-programja
- 2005: Simone Veil
- 2006: Bill & Melinda Gates Foundation
- 2007: Al Gore
- 2008: Ifakara Health Research and Development Centre (Tanzánia), Malaria Research and Training Centre (Mali), Kintampo Health Research Centre (Ghána) és Manhiça Centre of Health Research (Mozambik)
- 2009: Egészségügyi Világszervezet
- 2010: The Transplantation Society (TTS) Montréal és az Organización Nacional de Transplantes (ONT) Spanyolország
- 2011: Bill Drayton
- 2012: Nemzetközi Vöröskereszt és a Nemzetközi Vörös Félhold Mozgalom
- 2013: Max Planck Társaság
- 2014: Fulbright-program
- 2015: Wikipédia
- 2016: 2015-ös ENSZ klímaváltozási konferencia és a párizsi éghajlatvédelmi egyezmény
- 2017: Hispanic Society of America
- 2018: Amref Health Africa és Amref Salud África
- 2019: Salman Khan és a Khan Academy
- 2020: GAVI, the Vaccine Alliance
- 2021: CAMFED, Campaign for Female Education

### Tudományos és műszaki kutatás
- 1981: Alberto Sols
- 1982: Manuel Ballester
- 1983: Luis Santaló
- 1984: Antonio García Bellido
- 1985: Emilio Rosenblueth és David Vázquez Martínez
- 1986: Antonio González González
- 1987: Pablo Rudomín és Jacinto Convit
- 1988: Manuel Cardona és Marcos Moshinsky
- 1989: Guido Münch
- 1990: Salvador Moncada és Santiago Grisolía
- 1991: Francisco Bolívar Zapata
- 1992: Federico García Moliner
- 1993: Amable Liñan
- 1994: Manuel Patarroyo
- 1995: Manuel Losada Villasante és a National Biodiversity Institute Costa Ricából
- 1996: Valentín Fuster
- 1997: Atapuerca kutatócsoport
- 1998: Emilio Méndez Pérez és Pedro Miguel Etxenike Landiríbar
- 1999: Ricardo Miledi és Enrique Moreno González
- 2000: Luc Montagnier és Robert Charles Gallo
- 2001: Craig Venter, John E. Sulston, Hamilton Othanel Smith, Francis Collins és Jean Weissenbach
- 2002: Robert E. Kahn, Vinton G. Cerf, Tim Berners-Lee és Lawrence Roberts
- 2003: Jane Goodall
- 2004: Judah Folkman, Tony Hunter, Joan Massagué Solé, Bert Vogelstein és Robert Allan Weinberg
- 2005: António Damásio
- 2006: Juan Ignacio Cirac Sasturain
- 2007: Peter Lawrence és Ginés Morata
- 2008: Sumio Iijima, Shuji Nakamura, Robert Langer, George Whitesides és Tobin Marks
- 2009: Martin Cooper és Ray Tomlinson
- 2010: David Julius, Linda Watkins és Baruch Minke
- 2011: Joseph Altman, Arturo Álvarez-Buylla és Giacomo Rizzolatti
- 2012: Gregory Winter és Richard A. Lerner
- 2013: Peter Higgs, François Englert és a CERN
- 2014: Avelino Corma Canós, Mark E. Davis és Galen D. Stucky
- 2015: Emmanuelle Charpentier és Jennifer Doudna
- 2016: Hugh Herr
- 2017: Rainer Weiss, Kip Thorne, Barry Barish és a LIGO-együttműködés
- 2018: Svante Pääbo
- 2019: Joanne Chory és Sandra Myrna Díaz
- 2020: Yves Meyer, Ingrid Daubechies, Terence Tao és Emmanuel Candès
- 2021: Karikó Katalin, Drew Weissman, Philip Felgner, Uğur Şahin, Özlem Türeci, Derrick Rossi és Sarah Gilbert

### Sport
- 1987: Sebastian Coe
- 1988: Juan Antonio Samaranch
- 1989: Severiano Ballesteros
- 1990: Sito Pons
- 1991: Serhij Bubka
- 1992: Miguel Indurain
- 1993: Javier Sotomayor
- 1994: Martina Navratilova
- 1995: Hassiba Boulmerka
- 1996: Carl Lewis
- 1997: A spanyol maraton-csapat
- 1998: Arantxa Sánchez Vicario
- 1999: Steffi Graf
- 2000: Lance Armstrong
- 2001: Manuel Estiarte
- 2002: A brazil labdarúgó-válogatott
- 2003: Tour de France
- 2004: Hisám el-Gerúzs
- 2005: Fernando Alonso
- 2006: A spanyol labdarúgó-válogatott
- 2007: Michael Schumacher
- 2008: Rafael Nadal
- 2009: Jelena Issinbajewa
- 2010: A spanyol férfi kosárlabda-válogatott
- 2011: Haile Gebrselassie
- 2012: Iker Casillas és Xavier Hernández
- 2013: José María Olazábal
- 2014: New York City Marathon
- 2015: Pau Gasol és Marc Gasol
- 2016: Francisco Javier Gómez Noya
- 2017: Neuseeländische Rugby-Union-Nationalmannschaft
- 2018: Reinhold Messner és Krzysztof Wielicki
- 2019: Lindsey Vonn
- 2020: Carlos Sainz
- 2021: Teresa Perales

## Fordítás
- Ez a szócikk részben vagy egészben  a   Princess of Asturias Awards című angol Wikipédia-szócikk ezen változatának fordításán alapul.  Az eredeti cikk szerkesztőit annak laptörténete sorolja fel. Ez a jelzés csupán a megfogalmazás eredetét és a szerzői jogokat jelzi, nem szolgál a cikkben szereplő információk forrásmegjelöléseként.